# Barbula eubryum
Barbula eubryum är en bladmossart som beskrevs av C. Müller 1879. Barbula eubryum ingår i släktet neonmossor, och familjen Pottiaceae. Inga underarter finns listade i Catalogue of Life.